# Liste der Kulturdenkmale in Klein Schierstedt
Die Liste der Kulturdenkmale in Klein Schierstedt enthält die Kulturdenkmale des Landesamtes für Denkmalpflege und Archäologie in Sachsen-Anhalt im Ortsteil Klein Schierstedt der Gemeinde Aschersleben und ist eine Teilliste der Liste der Kulturdenkmale in Aschersleben. Grundlage ist das Denkmalverzeichnis des Landes Sachsen-Anhalt, das auf Basis des Denkmalschutzgesetzes des Landes Sachsen-Anhalt, welches am 21. Oktober 1991 durch das Landesamt erstellt und seither laufend ergänzt wurde (Stand: 31. Dezember 2022).

## Legende
In den Spalten befinden sich folgende Informationen:
- Lage: Nennt den Straßennamen und wenn vorhanden die Hausnummer des Kulturdenkmals. Die Grundsortierung der Liste erfolgt nach dieser Adresse. Der Link „Karte“ führt zu verschiedenen Kartendarstellungen und nennt die geographischen Koordinaten.
Link zu einem Kartenansichtstool, um Koordinaten zu setzen. In der Kartenansicht sind Baudenkmale ohne Koordinaten mit einem roten bzw. orangen Marker dargestellt und können in der Karte gesetzt werden. Baudenkmale ohne Bild sind mit einem blauen bzw. roten Marker gekennzeichnet, Baudenkmale mit Bild mit einem grünen bzw. orangen Marker.
- Offizielle Bezeichnung: Nennt den Namen, die Bezeichnung oder zumindest die Art des Kulturdenkmals und verlinkt, soweit vorhanden, auf den Artikel zum Objekt.
- Beschreibung: Nennt bauliche und geschichtliche Einzelheiten des Kulturdenkmals, vorzugsweise die Denkmaleigenschaften.
- Erfassungsnummer: Für jedes Kulturdenkmal wird in Sachsen-Anhalt eine 20stellige Erfassungsnummer vergeben. Die letzten zwölf Ziffern werden für die Untergliederung nach Teilobjekten genutzt und werden nur angegeben, soweit vergeben. In dieser Spalte kann sich folgendes Icon  befinden, dies führt zu Angaben zu diesem Baudenkmal bei Wikidata.
- Ausweisungsart: Die Einordnung des Denkmales nach § 2 Abs. 2 DenkmSchG LSA
- Bild: Ein Bild des Denkmales, und gegebenenfalls einen Link zu weiteren Fotos des Kulturdenkmals im Medienarchiv Wikimedia Commons. Wenn man auf das Kamerasymbol klickt, können Fotos zu Kulturdenkmalen aus dieser Liste hochgeladen werden:

## Kulturdenkmale
| Lage                                   | Bezeichnung                | Beschreibung                                     | Erfassungs- nummer | Ausweisungsart | Bild                       |
| -------------------------------------- | -------------------------- | ------------------------------------------------ | ------------------ | -------------- | -------------------------- |
| Gemeindeplatz 94 (Karte)               | Herrenhaus                 |                                                  | 094 17286          | Baudenkmal     | BW                         |
| Gemeindeplatz 103, 105 (Karte)         | Bauernhof                  |                                                  | 094 17287          | Baudenkmal     | BW                         |
| Hauptstraße (Karte)                    | Gnadenkirche               | Kirche                                           | 094 04286          | Baudenkmal     | Gnadenkirche               |
| Hauptstraße 60 (Karte)                 | Bauernhof                  |                                                  | 094 17290          | Baudenkmal     | BW                         |
| Hauptstraße 64 (Karte)                 | Wohnhaus                   |                                                  | 094 17288          | Baudenkmal     | BW                         |
| Hauptstraße 73 (Karte)                 | Wohnhaus                   |                                                  | 094 17289          | Baudenkmal     | BW                         |
| Hinter der Wipperbrücke 41, 42 (Karte) | Taubenturm                 |                                                  | 094 17291          | Baudenkmal     | BW                         |
| Insel 53 (Karte)                       | Bauernhof                  | Bauernhof aus der Zeit um 1800                   | 094 17293          | Baudenkmal     | Bauernhof                  |
| Insel 54 (Karte)                       | Gasthof An der alten Mühle | aus einem Vierseitenhof hervorgegangener Gasthof | 094 17294          | Baudenkmal     | Gasthof An der alten Mühle |
| Insel 55 (Karte)                       | Mühle                      |                                                  | 094 17295          | Baudenkmal     | BW                         |
| Schachtstraße 80 (Karte)               | Bauernhof                  |                                                  | 094 17296          | Baudenkmal     | BW                         |

## Ehemalige Kulturdenkmale
| Lage                               | Bezeichnung                | Beschreibung                                      | Erfassungs- nummer | Ausweisungsart | Bild |
| ---------------------------------- | -------------------------- | ------------------------------------------------- | ------------------ | -------------- | ---- |
| An der Alten Schule 109a (Karte)   | Gnadenkirche               |                                                   | 094 04286          | Baudenkmal     | BW   |
| Gemeindeplatz 94 (Karte)           | Herrenhaus                 |                                                   | 094 17286          | Baudenkmal     | BW   |
| Gemeindeplatz 103-105 (Karte)      | Bauernhof                  |                                                   | 094 17287          | Baudenkmal     | BW   |
| Hauptstraße 60 (Karte)             | Bauernhof                  |                                                   | 094 17290          | Baudenkmal     | BW   |
| Hauptstraße 64 (Karte)             | Wohnhaus                   |                                                   | 094 17288          | Baudenkmal     | BW   |
| Hauptstraße 73 (Karte)             | Wohnhaus                   |                                                   | 094 17289          | Baudenkmal     | BW   |
| Insel 49 (Karte)                   | Bauernhof                  |                                                   | 094 17292          | Baudenkmal     | BW   |
| Insel 53 (Karte)                   | Bauernhof                  |                                                   | 094 17293          | Baudenkmal     | BW   |
| Insel 54 (Karte)                   | Gasthof An der Alten Mühle |                                                   | 094 17294          | Baudenkmal     | BW   |
| Insel 55 (Karte)                   | Mühle                      | zum Baudenkmal gehört auch der ganze Mühlengraben | 094 17295          | Baudenkmal     | BW   |
| Hinter der Wipperbrücke 41 (Karte) | Taubenhaus                 |                                                   | 094                | Baudenkmal     | BW   |
| Schachtstraße 80 (Karte)           | Bauernhof                  |                                                   | 094 17296          | Baudenkmal     | BW   |